# 655
655(육백오십오)는 654보다 크고 656보다 작은 자연수다.

## 수학
- 합성수로, 그 약수는 1, 5, 131, 655다. 진약수의 합은 137이므로, 655는 부족수다.
  - 197번째 반소수다. 앞의 반소수는 649, 다음 반소수는 662이다.
- {\displaystyle 61^{5}-1}은 655로 나누어떨어진다.

## 과학
- NGC 655(영어판): 고래자리 방향에 있는 렌즈형은하.

## 교통

### 항공
- 이란 항공 655편 격추 사건

### 도로
- 현도 제655호선

## 군사
- U-655(영어판, 독일어판): 제2차 세계 대전에 사용된 나치 독일의 군용 잠수함.

## 문화유산
- 대한민국의 보물 제655호: 칠곡 노석리 마애불상군

## 기타
- 연도: 655년, 기원전 655년